# Liste der Stolpersteine im Flachgau

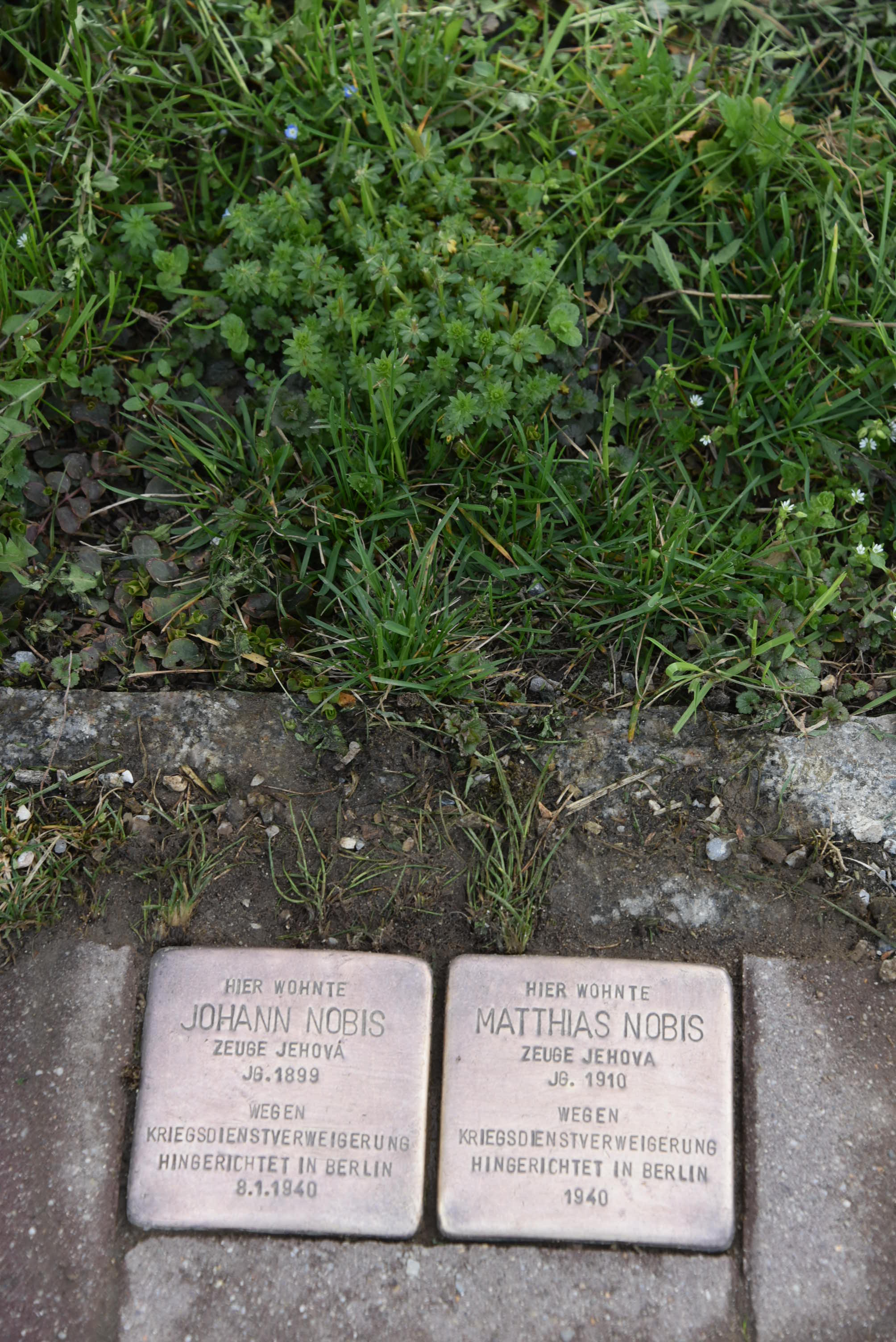
Stolpersteine für Johann und Matthias Nobis

Die Liste der Stolpersteine im Flachgau enthält die Stolpersteine im politischen Bezirk Salzburg-Umgebung, auch Flachgau genannt, die an das Schicksal der Menschen erinnern, welche von den Nationalsozialisten in Österreich ermordet, deportiert, vertrieben oder in den Suizid getrieben wurden. 
Die Stolpersteine wurden von Gunter Demnig verlegt, im Regelfall vor dem letzten freigewählten Wohnort des NS-Opfers. Die Stolpersteine für die beiden 1940 hingerichteten Zeugen Jehovas, Johann und Matthias Nobis wurden am 19. Juli 1997 verlegt. Es handelte sich um die ersten Stolpersteine, die in Österreich verlegt wurden, und die ersten weltweit, die behördlich genehmigt waren.

## Liste der Stolpersteine

### Anif
In Anif wurde bisher ein Stolperstein verlegt:
| Stolperstein | Inschrift                                                                                        | Verlegeort                                 | Name, Leben |
| ------------ | ------------------------------------------------------------------------------------------------ | ------------------------------------------ | --- |
|              | HELENE TAUSIG JG. 1879 VERHAFTET APRIL 1940 DEPORTIERT 9.4.1942 GHETTO IZBICA ERMORDET 21.4.1942 | Römerstraße · (Kreuzung Sankt Oswaldweg) · | Helene von Taussig war eine österreichische Malerin und wurde am 10. Mai 1879 in Wien als Tochter von Sidonie geb. Schiff (1855–1936) und Theodor Ritter von Taussig (1849–1909) geboren. Sie hatte drei Brüder und acht Schwestern. Ihr Vater war ein angesehener Bankier und Gouverneur der k.k. priv. Allgemeine Österreichische Boden-Credit-Anstalt, wurde bereits im Alter von 30 Jahren in den Adelsstand erhoben und zählte zu den prominenten Repräsentanten des assimilierten jüdischen Groß- und Bildungsbürgertums der Habsburgermonarchie. Erst nach dem Tod des Vaters konnte sie sich voll ihren künstlerischen Neigungen widmen. Von 1911 bis 1914 verbrachte sie – gemeinsam mit ihrer Künstlerkollegin Emma Schlangenhausen – einen Studienaufenthalt in Paris. Von 1915 bis 1918 war sie als Rotkreuzschwester an der Isonzo-Front tätig. 1919 ließ sie sich in Anif bei Salzburg nieder, 1923 konvertierte sie zum katholischen Glauben, 1927 fanden ersten Ausstellungen in Salzburg und Wien statt, 1929 in Paris und Den Haag. 1934 beauftragte sie den Salzburger Architekten Otto Prossinger mit dem Bau eines Atelierhauses in Anif. Am 28. Februar 1940 wurde sie von der Gestapo nach Wien abgeschoben, 1941 enteignet und am 9. April 1942 in das Ghetto Izbica deportiert. Sie wurde entweder dort oder in einem von drei Vernichtungslagern – Belzec, Sobibor oder Majdanek – vom NS-Regime ermordet. Die Sterbeurkunde datiert vom 21. April 1942. Zumindest zwei ihrer Geschwister – Alice von Wassermann und Clara von Hatvany-Deutsch – wurden ebenfalls Opfer des Holocaust, ebenso ihr Neffe, Robert von Wassermann. Ungeklärt sind die Todesumstände ihres Bruders Karl von Taussig und ihrer Schwester Hedwig May-Weisweiller. Sieben der elf Geschwister konnten das NS-Regime überleben. Helene von Taussigs malerisches Œuvre ist überwiegend Frauenbildnissen gewidmet und war fünf Jahrzehnte lang vollkommen vergessen. Die meisten Werke der Künstlerin sind offenbar verschwunden, bekannt sind nur drei Arbeiten in Privatbesitz und ein Konvolut von 19 Arbeiten, die der Salzburger Maler Wilhelm Kaufmann im Keller des Salzburger Künstlerhauses gefunden haben soll und die von diesem 1988 dem Salzburger Museum Carolino Augusteum übergeben wurden. Die Ausstellung Künstlerinnen in Salzburg im Jahr 1991 am Carolino Augusteum erinnerte erstmals nach der NS-Herrschaft an die Künstlerin. 2002 folgte die Personale Helene von Taussig – Die geretteten Bilder, kuratiert von Nikolaus Schaffer, der auch den Katalog verfasste. 2012 wurden die 19 Bilder den Erben übergeben, elf davon erwarb das Carolino Augusteum, welches nunmehr Salzburg Museum heißt, danach rechtmäßig. |

### Sankt Georgen bei Salzburg
In Sankt Georgen bei Salzburg wurden bisher zwei Stolpersteine an einer Adresse verlegt:
| Stolperstein | Inschrift | Verlegeort             | Name, Leben |
| ------------ | --- | ---------------------- | --- |
|              | HIER WOHNTE JOHANN NOBIS ZEUGE JEHOVA JG. 1899 WEGEN KRIEGSDIENSTVERWEIGERUNG HINGERICHTET IN BERLIN 8.1.1940 | Holzhauser Straße 32 · | Johann Nobis wurde am 16. April 1899 als Sohn eines Bauern auf dem sogenannten Schmiedbauernhof in Holzhausen, Gemeinde St. Georgen, geboren. Er nahm als Soldat am Ersten Weltkrieg teil und arbeitete danach als Hilfsarbeiter bei einer Baufirma in Salzburg, wo er „vermutlich Kontakte zu den Zeugen Jehovas geknüpft“ und sich dieser christlichen Religionsgemeinschaft angeschlossen hat. Nach der Annexion Österreichs durch das nationalsozialistische Deutsche Reich wurde er 1939 eingezogen, verweigerte jedoch aufgrund seines Glaubens den Wehrdienst und den sogenannten Treueid auf Adolf Hitler. Nobis wurde verhaftet, am 23. November 1939 wegen Zersetzung der Wehrkraft vom Reichskriegsgericht zum Tode verurteilt und am 6. Jänner 1940 im Strafgefängnis Berlin-Plötzensee hingerichtet. Am Tag seiner Hinrichtung wurden fünf weitere Zeugen Jehovas aus Salzburg hingerichtet. |
|              | HIER WOHNTE MATTHIAS NOBIS ZEUGE JEHOVA JG. 1910 WEGEN KRIEGSDIENSTVERWEIGERUNG HINGERICHTET IN BERLIN 1940   | Holzhauser Straße 32 · | Matthias Nobis, geboren am 15. Jänner 1910 in St. Georgen, war der jüngere Bruder von Johann Nobis. Auch er gehörte den Zeugen Jehovas an, wurde am 20. Dezember 1939 ebenfalls wegen Wehrkraftzersetzung vom Reichskriegsgericht zum Tode verurteilt und schließlich am 26. Jänner 1940 in Berlin-Plötzensee hingerichtet. |

### Thalgau
In Thalgau wurden bisher sieben Stolpersteine verlegt, alle am Marktplatz.
| Stolperstein | Inschrift | Verlegeort | Name, Leben |
| ------------ | --- | ---------- | --- |
|              | IN THALGAU WOHNTE JOHANN ELLMAUER JG. 1909 VERHAFTET SEPT. 1939 BERLIN-PLÖTZENSEE HINGERICHTET 6.1.1940              | Marktplatz | Johann Ellmauer wurde am 24. April 1909 in Grödig geboren. Seine Eltern waren der Fabrikarbeiter Anton Ellmauer und Maria geborene Wallinger. Er wurde von Beruf Maurer, trat 1934 aus der katholischen Kirche aus und schloss sich den Zeugen Jehovas an. Nach seiner Verehelichung mit Katharina Haas aus Thalgau, die den 1933 geborenen Sohn Rudolf in die Verbindung mitbrachte, übersiedelte die Familie im Jahre 1936 nach Thalgau. Aufgrund von Arbeitslosigkeit musste er sich oft als Knecht in der Landwirtschaft verdingen. Später fand er eine Stelle als Kraftfahrer. Er verweigerte aufgrund seiner religiösen Einstellung den Wehrdienst und wurde Anfang September 1939 „vom Lastwagen heraus“ verhaftet. Er wurde in das Gefängnis Alt-Moabit nach Berlin verbracht und am 3. Oktober 1939 vor das Reichskriegsgericht gestellt. Ihm wurde wegen Zersetzung der Wehrkraft der Prozess gemacht und er wurde am 23. November 1939 zum Tode durch das Fallbeil verurteilt. Er wurde im Dezember 1939 in das Zuchthaus Berlin-Plötzensee überstellt und am 6. Jänner 1940 dort hingerichtet.             |
|              | IN THALGAU WOHNTE JOHANN GSCHWANDTNER JG. 1900 DEPORTIERT 1941 SCHLOSS HARTHEIM ERMORDET 1941                        | Marktplatz | Johann Gschwandtner wurde am 24. Oktober 1900 in Thalgau geboren. Er war in der Landesheilanstalt Salzburg untergebracht und wurde am 17. April 1942 in die Tötungsanstalt auf Schloss Hartheim überstellt. Er wurde dort ermordet, mutmaßlich am selben Tag. |
|              | IN THALGAU WOHNTE MARIA LINDINGER GEB. WÖRNDL JG. 1888 DEPORTIERT 1941 SCHLOSS HARTHEIM ERMORDET 1941                | Marktplatz | Maria Lindinger geb. Wörndl wurde am 29. Februar 1888 in Thalgau geboren. Sie war in der Landesheilanstalt Salzburg untergebracht und wurde am 21. Mai 1942 in die Tötungsanstalt auf Schloss Hartheim überstellt. Sie wurde dort ermordet, mutmaßlich am selben Tag. |
|              | IN THALGAU WOHNTE ZÄZILA MICHELITSCH JG. 1912 DEPORTIERT 1941 SCHLOSS HARTHEIM ERMORDET 1941                         | Marktplatz | Zäzila Michelitsch wurde am 26. Februar 1912 in Thalgau geboren. Sie war in der Landesheilanstalt Salzburg untergebracht und wurde am 16. April 1942 in die Tötungsanstalt auf Schloss Hartheim überstellt. Sie wurde dort ermordet, mutmaßlich am selben Tag. |
|              | IN THALGAU WOHNTE ANGELA A. NEUMAYR JG. 1913 DEPORTIERT 1941 SCHLOSS HARTHEIM ERMORDET 1941                          | Marktplatz | Angela Auguste Neumayr wurde am 14. September 1913 in Thalgau geboren. Sie war in der Landesheilanstalt Salzburg untergebracht und wurde am 21. Mai 1942 in die Tötungsanstalt auf Schloss Hartheim überstellt. Sie wurde dort ermordet, mutmaßlich am selben Tag. |
|              | IN THALGAU WOHNTE FRANZ SCHROFFNER JG. 1900 DEPORTIERT 1941 SCHLOSS HARTHEIM ERMORDET 1941                           | Marktplatz | Franz Schroffner wurde am 9. Jänner 1900 in Thalgau geboren. Sein Bruder war der Pfarrer Johann Schroffner, der 1940 vom NS-Regime im KZ Buchenwald ermordet wurde. Franz Schroffner war in der Landesheilanstalt Salzburg untergebracht und wurde am 17. April 1942 in die Tötungsanstalt auf Schloss Hartheim überstellt. Er wurde dort ermordet, mutmaßlich am selben Tag. |
|              | IN THALGAU WOHNTE JOHANN SCHROFFNER JG. 1891 VERHAFTET 2.8.1939 DEPORTIERT 1939 DACHAU ERMORDET 14.4.1940 BUCHENWALD | Marktplatz | Johann Schroffner wurde am 10. Mai 1891 in Thalgau geboren. Er studierte Theologie und wurde 1915 zum Priester geweiht. Er war in verschiedenen Pfarrgemeinden Österreichs eingesetzt, zuletzt ab 1936 als Pfarrexpositus in Oberndorf in Tirol. Er war ein glühender Anhänger des Ständestaates und Mitglied der Vaterländischen Front. Als Gegner der nationalsozialistischen Ideologie war er um deutliche Worte nicht verlegen, so soll er geäußert haben: „Man soll lieber die Parteibonzen in die Kanonen stecken und dem Göring in den Hintern schießen.“ Deshalb wurde er am 2. oder 3. August 1939 von der Gestapo verhaftet. Nach einwöchiger Einzelhaft im Polizeigefängnis von Innsbruck wurde er in das KZ Dachau überstellt, wo er der berüchtigten Strafkompanie zugeteilt wurde. Ende September 1939 wurde er in das KZ Buchenwald überstellt. Dort soll er von SS-Hauptscharführer Martin Sommer persönlich gefoltert worden sein. Er wurde am 14. April 1940 mittels Benzin-Injektion ermordet. Sein Bruder Franz wurde im April 1942 im Zuge der Aktion T4 in der Tötungsanstalt Hartheim ermordet. |

Am 18. Mai 2008 wurde für Johann Ellmauer und sieben weitere Thalgauer Gemeindebürger auf Initiative eine Gedenkstätte in Thalgau errichtet.

## Verlegedaten
Die Verlegungen der Stolpersteine in Salzburg-Umgebung erfolgten durch Gunter Demnig persönlich an folgenden Tagen:
- 19. Juli 1997: St. Georgen bei Salzburg, Ortschaft Holzhausen
- 3. Juli 2014: Anif
- 2021: Thalgau